# Dieter Buchhart
Dieter Buchhart (* 1971 in Wien) ist ein österreichischer Kunsthistoriker und Kurator.

## Leben und Wirken
Buchhart absolvierte 1990 bis 2000 ein Studium der Biologie, Genetik und Biochemie sowie danach ein Zweitstudium der Restaurierung und Kunstgeschichte in Wien. Er schloss beide Richtungen mit dem Doktorgrad ab.
Er arbeitete als Kurator, Journalist, Kunstkritiker und Künstler. Als bildender Künstler trat er vor allem mit Videokunst sowie Installationen hervor. Er ist Autor und Herausgeber zahlreicher Ausstellungskataloge. Von 1. Januar 2008 bis 31. Dezember 2009 wirkte er als Museumsdirektor der Kunsthalle Krems im niederösterreichischen Krems an der Donau.

## Ausstellungen
- 2019 Crossing Lines, Jean-Michel-Basquiat, Keith Haring. Melbourne, National Gallery of Victoria
- 2019 Curated, José Parlá Texture of Memory Hoca
- 2019 Jean-Michel-Basquiat: Made in Japan. Tokyo, Mori Arts Center Gallery
- 2019 Jean-Michel-Basquiat Xerox. New York, Nahmad Contemporary
- 2019 Jean-Michel-Basquiat New York, The Brant Foundation
- 2018 Jean-Michel-Basquiat. Paris, Fondation Louis Vuitton
- 2018 Fondation Carmignac, Porquerolles SEA OF DESIRE
- 2018 Keith Haring. The Alphabet. Wien, Albertina
- 2017 Basquiat: Boom for Real. London, barbican
- 2016 Schwitters Miró Arp Hauser & Wirt Zürich
- 2015 Jean-Michel-Basquiat: Ahora es el Momento. Bilbao, Guggenheim
- 2015 Keith Haring: The Political Line Kunsthal Rotterdam
- 2015 Basquiat: The Unknown Notebooks. New York, Brooklyn Museum
- 2015 Libellen sind sensitiv, aquamediale, Spreewald[7]
- 2012 Ménage à trois - Warhol, Basquiat, Clemente. Bundeskunsthalle Bonn
- 2010 Basquiat. Basel, Fondation Beyeler
- 2007 Nikolaj. Contemporary Art Center, Kopenhagen
- 2007 Exchange. Syntopielabor, Medienhochschule Köln
- 2007 CUT. Zwei Menschen, neun Leben, ein Film. Eine interaktive Videogeschichte. Museum Passau
- 2006 Kulturforum, Österreichische Botschaft, Tokyo
- 2006 Skyscraper for Urtica. Hessischer Werkbund, Frankfurt/Main
- 2006 CUT. Museum of Modern Art Foundation Wörlen, Passau[8]
- 2005 CUT. Fotogalerie der Brotfabrik, Berlin
- 2004 No Mercy!. Institute for Contemporary Art, Kopenhagen
- 2003 Sirius Arts Center Fellowship, Cobh/Cork
- 2001 darkness. Schikaneder, Wien
- 2001Paddlar. Jochen Traar, Wien
- 2000 Ekeby Qvarn Art Space, Uppsala
- 2000 Ob Dach los. museum in progress, (Der Standard, Infoscreen) Wien
- 2000 museum of dust. Kunstinitiative KNIE, Salzburg
- 2000 Ob dach los. Simultanhalle, Köln
- 1999 urtica on sale. schikaneder/saal zwei, Wien
- 1998 wald@d.b Gießhübl/Wien
- 1997 Konst och natur 1997. Lillehammer, Internasjonalt Senter for Kunst i Natur
- 1996 United Art Gallery, Wien
- 1996 Nibelungengalerie, Linz
- 1995 Galerie Hartmann, Wien
- 1992 Free Urtica Wien / Stockholm

## Video-Veröffentlichungen (Auswahl)
- 2004 In lieber Erinnerung (gemeinsam mit Friedemann Derschmidt)
- 2003 CUT (2000–2005; Kamera u. a.: Marco F. Zimprich)
- 2002 urtica on move IV
- 2001 How to build a house
- 2000 urtica on move II; III; Auf den Spuren von Artococcus
- 2000 Wenn Menschen sterben / When someone dies (Kurzfilm, Kamera: Marco F. Zimprich)
- 1999 urtica on move I; Ideale Lebensbedingungen für Urtica; How to build a house
- 1999 Noises of Nature I and II; Cycle of work
- 1998 Förbindelse

## Autor, Herausgeber (Auswahl)
- Dare to be different – Sigi von Koeding 1968-2010, zusammen mit Yvette Amann der Mutter des verstorbenen Künstlers. 2016, ISBN 978-3-939566-44-1;
- Basquiat. Hatje Cantz, Ostfildern 2010, ISBN 978-3-7757-2592-7.
- Street and studio From Basquiat to Seripop, From Basquiat to Banksy Nürnberg. Verlag für Moderne Kunst, 2010, ISBN 978-3-86984-016-1.
- Nin Budermann. Rainer Ganahl. Mathias Kessler. GO NYC. Verlag für moderne Kunst, Berlin 2008, ISBN 978-3-940748-55-3.
- Marco Everistti. Kehrer Verlag, Heidelberg 2008, ISBN 978-3-939583-80-6.
- Edvard Munch: Zeichen der Moderne. Hatje Cantz Verlag, Ostfildern 2007, ISBN 978-3-7757-1912-4.[9]
- Über die Dialektik von Spielregeln und offenem Handlungsfeld. In: Kunstforum International, Band 176, Juni – August 2005,[10]
- Archäologische Arbeit hinter der Fassade einer medialen Bildproduktion. Gespräch mit Günther Selichar. In: Kunstforum International, 174. Ruppichteroth 2005[11]
- Das Experiment – Ein Zwischenresümee. In: Kunstforum International, Band 156, August-October 2001.